# Jenifer Muñoz
Jenifer Muñoz (Medellín, 1 de febrero de 1991) es una jugadora de baloncesto colombiana que juega en la posición de escolta. Con su selección nacional logró tres medallas de bronce en campeonatos sudamericanos (2016, 2018 y 2022) y una de plata en los Juegos Panamericanos de Santiago 2023. A nivel de clubes se consagró dos veces campeona de la Liga Sudamericana de Baloncesto Femenino, entre otras competencias.

## Biografía
Dueña de una larga carrera en el baloncesto femenino, Muñoz participó en el Campeonato Sudamericano de Clubes de Básquetbol de 2009 junto a la Universidad de Medellín, logrando el tercer puesto en la competencia.En 2013 emigró a la liga boliviana, donde se consagró campeona con el Nonis de Santa Cruz, rompiendo la hegemonía de seis campeonatos del Univalle de Cochabamba. Disputó el Campeonato Sudamericano de Clubes 2014 con el club colombiano La Estancia de Popayan, con el que alcanzó la medalla de plata.La consagración sudamericana le llegó en 2019 de la mano del club Copacabana de Antioquia.
En 2019 integró el plantel del Inder Medellín, para a finales de 2020 pasar al Cundinamarca a través de un sorteo en donde ocho jugadoras de la selección colombiana fueron asignadas a distintos equipos de la liga para así "jerarquizar" el torneo y dotar de competencia a las jugadoras.En 2021 retornó al Leonas Inder Medellín, con el que disputó la Liga Sudamericana Femenina de Clubes de Básquetbol de 2021 que finalmente quedó inconclusa a causa de la pandemia de COVID-19.
En 2023, a la par de actuar como entrenadora del equipo de la Universidad de Medellín, jugó la Liga Sudamericana Femenina junto al Indeportes Antioquia, siendo la capitana del equipo y consiguiendo su segundo título continental con un promedio de 19.0 puntos, 8.2 rebotes y 1.4 asistencias a lo largo de la competencia, números que le permitieron alzarse con el premio a la jugadora más valiosa (MVP) del certamen.Sobre el final del año pasó al Malvín uruguayo para disputar la primera edición de la Women’s Basketball League America, con el que obtuvo el subcampeonato, integrando el quinteto Ideal y finalizando como la segunda goleadora (24.2pp) además de obtener 7.2 rebotes y 2.8 asistencias en promedio durante los cinco partidos.En diciembre de 2023 el club argentino Obras Sanitarias anunció su contratación para disputar el segundo tramo de la temporada 2023/24 de la Liga Femenina.

## Selección nacional
Debutó en el seleccionado nacional en 2011 en el Campeonato FIBA Américas Femenino de ese año, donde solo disputó un partido.Le siguieron otras competencias, como los juegos ODESUR de 2014 (medalla de bronce), los campeonatos sudamericanos de 2016, 2018 y 2022 (medalla de bronce en los tres) y los Juegos Panamericanos de 2023, donde obtuvo la medalla de plata y mejoró así su cuarto lugar de los Panamericanos de 2019. Formó parte del equipo que representó a Colombia en los XXIII Juegos Centroamericanos y del Caribe en 2018, donde obtuvo la medalla de oro.En los Juegos Suramericanos de 2022 repitió el logro de 2014 y obtuvo la medalla dorada junto a la selección colombiana.
En la AmeriCup 2023 la selección finalizó en quinto lugar, y Muñoz contribuyó con 14 puntos y 5.8 rebotes por partido siendo la séptima mejor anotadora del torneo.
En la modalidad 3x3, por su parte, se alzó con la medalla de plata en los Juegos Panamericanos de 2023.

## Palmarés

### Clubes
- Tercer puesto - Campeonato Sudamericano de Clubes de Básquetbol de 2009 (con Universidad de Medellín)
- Campeona - Liga Boliviana 2013 (con Nonis)
- Subcampeona - Campeonato Sudamericano de Clubes 2014 (con La estancia de Popayan)
- Campeona - Liga Sudamericana Femenina de Clubes de Básquetbol de 2019 (con Copacabana)
- Campeona - Liga Sudamericana Femenina de Clubes de Básquetbol de 2023 (con Indeportes)
- Subcampeona - Liga Femenina de Baloncesto de las Américas 2023 (con Malvín)

### Selección nacional
- Tercer puesto - Juegos Suramericanos de 2014
- Tercer puesto - Campeonato Sudamericano de Baloncesto Femenino de 2016
- Tercer puesto - Campeonato Sudamericano de Baloncesto Femenino de 2018
- Campeona - XXIII Juegos Centroamericanos y del Caribe 2018
- Tercer puesto - Campeonato Sudamericano de Baloncesto Femenino de 2022
- Campeona - Juegos Suramericanos de 2022
- Subcampeona - Juegos Panamericanos de 2023
- Campeona - Juegos Panamericanos de 2023 (modalidad 3x3)

### Distinciones individuales
- Jugadora más valiosa (MVP) - Liga Sudamericana Femenina de Clubes de Básquetbol de 2023 (con Indeportes)